# I tre padrini
I tre padrini (Three Godfathers) è un film del 1936 diretto da Richard Boleslawski, tratto dall'omonimo romanzo del 1913 di Peter B. Kyne.

## Trama
Attorno a Natale, il cinico bandito Bob Sangster fa ritorno nella città natale di New Jerusalem per rapinarne la banca, accompagnato da una banda composta da James "Doc" Underwood, con l'anima di vero uomo di lettere, l'analfabeta Sam "Gus" Bartow e il messicano Pedro. In città, incontra Molly, una sua fiamma di gioventù che ora è promessa al banchiere Frank Benson. Bob si offre di regalarle l'orologio di sua madre per le nozze, ma Molly, che prova ancora qualcosa per lui, lo respinge con rabbia quando lui l'accusa di aver sposato Frank per dimenticarlo. Bob poi scambia l'orologio per un drink, ma inganna il barista, facendoselo ridare spacciandolo per l'eredità della madre morta.
La mattina dopo, i quattro fuorilegge rapinano la banca e Bob uccide Frank a sangue freddo, anche se a sua insaputa quest'ultimo sopravvive per miracolo. Un gruppo di cittadini li insegue nel deserto e, nello scontro a fuoco, Pedro viene ucciso e Doc rimane ferito. Vagando assetati, i tre si imbattono in un pozzo d'acqua avvelenato. Sulla strada verso il successivo, trovano il cadavere di un uomo e, nel pozzo distrutto dalla dinamite, un carro con una donna morente e suo figlio neonato. La donna gli rivela che suo marito era andato a cercare aiuto dopo aver accidentalmente distrutto il pozzo e, provando pietà per lei, Doc le mente prima che muoia, dicendole che suo marito ha raggiunto New Jerusalem e li ha mandati da lei.
A differenza di Doc e Gus, Bob si oppone categoricamente all'idea di portare il bambino con loro e decide di partire da solo verso il prossimo pozzo, a ottanta miglia di distanza, ma il mattino dopo i tre scoprono che i loro cavalli sono morti dopo aver bevuto l'acqua contaminata del pozzo distrutto. Incapaci di percorrere la distanza fino al prossimo pozzo, devono per forza tornare a New Jerusalem a piedi. Esaurita l'acqua, Bob decide di spartirsi tra loro le ultime tre lattine di latte condensato per il bambino, ma Doc compra la lattina di Bob con la sua parte del bottino per darla al piccolo. Nonostante la febbre e l'infezione, Doc continua a portare il bambino finché non crolla. Gus vorrebbe restare con lui, ma Doc lo convince ad abbandonarlo e portare in salvo il bambino. Dopo aver scritto un testamento per l'amico, Doc si spara recitando il monologo «Spegniti, spegniti, breve candela!» di Macbeth. Gus e Bob proseguono. Più tardi, mentre Bob dorme, Gus, esausto per il caldo e la sete, dice una preghiera, lascia il testamento e la sua parte del bottino a Bob e si allontana nel deserto a morire. Bob si sveglia e legge il testamento, che in realtà è una supplica da parte di Doc a "dare una chance al bambino".
Bob la ignora e prende il bottino, lasciando indietro il bambino che piange, ma quando vede un serpente a sonagli strisciare verso di lui, spara all'animale e torna a prenderlo, dandogli la sua ultima goccia d'acqua. Arrivato cinque miglia e mezzo da New Jerusalem, Bob crolla, incapace di continuare, e prega Dio di aiutare il bambino. Nota quindi il pozzo d'acqua avvelenato che avevano superato all'andata e, ricordandosi di come Doc aveva detto che il veleno avrebbe impiegato un'ora a ucciderlo, la beve per riacquistare le forze. Bob entra in città e, seguendo il suono degli inni natalizi cantati dalla congregazione, entra barcollante in chiesa, spirando dopo aver messo il bambino tra le braccia di Molly. Il bambino tiene ancora l'orologio di Bob in pugno e, quando un membro della congregazione si chiede dove Bob l'abbia rubato, Molly risponde che apparteneva a sua madre.

## Produzione
Madge Evans era stata originariamente scelta per il ruolo di Molly e Chic Sale per quello di Gus.

## Distribuzione
Il film è stato distribuito nelle sale cinematografiche statunitensi a partire dal 6 marzo 1936. È stato reintitolato Miracle in the Sand per alcuni passaggi televisivi. In Italia è arrivato solo in televisione.